# Trận Gaugamela
Trận Gaugamela (tiếng Hy Lạp: Γαυγάμηλα) còn gọi là trận Arbela, diễn ra vào ngày 1 tháng 10 năm 331 trước Công nguyên, giữa liên quân Hy Lạp do vua xứ Macedonia Alexandros III chỉ huy với quân đội Ba Tư do hoàng đế Darius III chỉ huy. Đây là trận đánh lớn nhất trong cuộc chiến chinh phục đế quốc Ba Tư của Alexandros và cũng là một trận đánh tiêu biểu cho tài nghệ quân sự của ông và đạo quân thiện chiến của mình. Đồng thời, trận chiến cũng là cuộc đọ sức nảy lửa cuối cùng quyết định sự sụp đổ của đế quốc Ba Tư dưới triều Achaemenes.
Darius III đã dự định tận dụng ưu thế quân số của kỵ binh Ba Tư để bọc sườn quân Hy Lạp từ hai phía. Để đối chọi với tình huống này, Alexandros cho quân di chuyển theo đội hình nghiêng, nghĩa là tập trung hết sức mạnh tấn công vào cánh phải. Quân Ba Tư đã tấn công cánh phải Hy Lạp nhưng bị đẩy lùi. Thừa thắng, Alexandros đã xua đội cận vệ tinh nhuệ xông lên đánh thủng chiến tuyến của Ba Tư. Sau đó, ông lao về trung quân Ba Tư và tấn công dữ dội vào vua Ba Tư, buộc Darius phải bỏ chạy giống như ở trận Issus trước đó.
Trong khi ấy quân Ba Tư không phải là không có thắng lợi. Họ đánh bại cánh trái của Hy Lạp và tấn công doanh trại của đối phương. Quân kỵ binh Ba Tư ở trung quân đã lợi dụng lỗ hổng giữa trận tuyến Hy Lạp và tấn công, nhưng bị tuyến quân thứ hai của Hy Lạp đánh lui. Tuy nhiên, quân Ba Tư đã không thể kháng cự sau khi nhà vua rút chạy. Quân Ba Tư không chỉ bị thương vong lớn trong trận đánh, mà còn hao tổn rất nhiều do sự truy kích của người Hy Lạp sau đó.

## Cuộc viễn chinh của Alexandros xứ Macedonia
Cho đến thế kỷ thứ 5 và nửa đầu thế kỷ thứ 4 trước Công nguyên, bên cạnh các bậc "đàn anh" thường đứng ra cầm đầu các liên minh để xưng hùng tranh bá trên đất Hy Lạp như Athena, Sparta, Thebes, v.v… thì xứ Macedonia chỉ là một "đàn em" ít được ai nhắc nhở đến, thậm chí có khi còn bị coi là man rợ nữa.
Macedonia vốn là một tiểu quốc ở phía bắc Hy Lạp, nhưng đến triều đại Philippos II (359 - 336 TCN) thì Macedonia đã có nhiều biến chuyển. Nó sở hữu một nền kinh tế phồn vinh và thủ đô Pella luôn mở rộng cửa để đón mời các nhân tài của Hy Lạp. Philippos II lúc này vừa có thế lực mạnh lại vừa là nhà chính trị, quân sự, ngoại giao có tài. Ông ta đã dùng mọi cách để mở rộng lãnh thổ và phạm vi ảnh hưởng của mình ra khắp xung quanh. Đến năm 350 trước Công nguyên Macedonia đã trở thành một cường quốc nắm quyền khống chế cả miền bắc và miền trung Hy Lạp. Năm 338 trước Công nguyên, trong trận Chaeronea, Philippos II đã đập tan liên quân Athena - Thebes, chính thức giành quyền bá chủ trên đất Hy Lạp.
Khi đã giành quyền bá chủ trong nước, Philippos II liền nghĩ ngay đến việc tiến công Ba Tư. Ông đang khẩn trương chuẩn bị cho cuộc viễn chinh, nhưng công việc đang tiến hành dang dở thì ông bị ám sát. Kẻ thù của ông liền nhao nhao nổi dậy, đâu đâu cũng chuẩn bị khởi loạn. Tai hại hơn nữa, có những kẻ vì quyền lợi ích kỷ của mình, đã không ngần ngại phản lại nhân dân Hy Lạp, sẵn sàng liên kết với Ba Tư chống lại Macedonia.
Chính trong tình thế vô cùng hiểm nghèo đó, thái tử Alexandros lên nối ngôi cha, vào lúc vừa tròn 20 tuổi. Kẻ thù của Alexandros chắc mẩm phen này chẳng chóng thì chầy sẽ bóp chết tươi chàng thanh niên trẻ măng.
Không để đối phương kịp trở tay, sau khi thanh toán những kẻ ám hại cha mình Alexandros liền mở một cuộc "nam chinh bắc chiến" trên hầu khắp đất Hy Lạp. Khi những đạo quân dũng mãnh của ông đè bẹp một cách không thương tiếc cuộc nổi loạn của những người xứ Thebes thì những kẻ thù của Macedonia lúc bấy giờ mới biết rằng họ đã trót dại chọc tức một con mãnh sư. Thế là họ lại vội vàng xin quy phục Macedonia. Vốn là một nhà chính trị khôn ngoan chẳng kém gì cha, Alexandros liền chấp thuận hết và sẵn sàng tha thứ ngay cho cả Athens và Sparta là những xứ sở tỏ ra thù địch nhất đối với Macedonia.
Sau khi thu phục được nhân tâm và nắm chắc được chiếc vương trượng của toàn Hy Lạp, Alexandros cho triệu tập cuộc họp tại Kórinthos vào mùa thu năm 336 TCN để tuyên bố ý định sẽ tấn công đế quốc Ba Tư, kẻ thù lâu đời và nguy hiểm nhất của Hy Lạp.
Mùa xuân năm 334 TCN Alexandros đưa quân vượt sang Tiểu Á gồm 30.000 bộ binh và 5.000 kỵ binh. Người ta kể rằng khi thuyền cập bến Alexandros đã phóng ngọn lao xuống bãi biển và kêu lên:
"Xin thần linh hãy giúp con chinh phục được châu Á bằng ngọn lao này".
Sau đó, Alexandros liên tiếp thu được những thắng lợi rực rỡ. Trong đó quan trọng nhất là trận đánh bại 40.000 quân Ba Tư ở bên bờ sông Granique vào tháng 5 năm 334 TCN và trận Issus vào khoảng tháng 10 năm 333 TCN, đập tan một đạo quân lớn do đích thân Darius III chỉ huy và khiến cho ông hoàng xấu số này phải lên ngựa chạy thục mạng, bỏ cả mẹ và vợ con trong đám bại quân.
Chiếm được Tiểu Á, Alexandros tiếp tục theo ven biển tiến xuống phía nam, sau một trận công thành ác liệt kéo dài tới 7 tháng thì hạ được thành Týros, đoạt được một bộ phận quan trọng của hạm đội đối phương và cuối cùng kéo quân vào Ai Cập.
Sau 3 năm chinh chiến (từ mùa xuân năm 334 TCN đến cuối năm 332 TCN) Alexandros đã chiếm được Tiểu Á, làm chủ Ai Cập và nắm quyền khống chế phần lớn Địa Trung Hải, loại khỏi vòng chiến hạm đội Ba Tư. Tại thủ đô Memphis, trước bàn thờ thần tối cao của người Ai Cập, một vị trưởng giáo đã trịnh trọng đặt lên đầu Alexandros chiếc vương miện pharaon. Tại ốc đảo Siwah ở Libya, ông cũng được suy tôn là con của thần Amon-Ra.

## Bối cảnh trước trận chiến
Mùa xuân năm 331 TCN, Alexandros Đại đế rời Ai Cập kéo quân lên phía bắc, bắt đầu thực hiện phần chủ yếu nhất trong kế hoạch của cuộc viễn chinh là đập tan đạo quân chủ lực của Darius III để hoàn toàn đánh bại đế quốc Ba Tư. Vào ngày 1 tháng 10 năm 331 TCN, lịch sử đã ghi nhận một trong những trận đánh lớn nhất trong các cuộc chiến tranh giữa Hy Lạp và Ba Tư: đó là trận Gaugamela (còn gọi là trận Arbela).
Sau lần đại bại ở Issus, Darius vẫn rắp tâm phục thù và nuôi hy vọng sẽ có ngày quật ngã được đối phương, nên mọi khả năng có thể đều được Darius dốc hết để chuẩn bị cho trận quyết chiến. Hơn một năm sau thất bại tại Issus, nơi ông ta thua gần như trắng tay và mất cả nguồn nhân lực, vật lực ở phía tây của đế quốc, Darius đã tập trung công sức để xây dựng một đạo quân đông đảo và hùng mạnh tại Babylon. Ở miền đông, trong các thành phố lớn, vàng bạc của Darius còn chất đống trong kho. Về nhân lực thì ngoài người Ba Tư và người Media là thành phần nòng cốt của quân đội Ba Tư, ông còn có cả một lực lượng đông đảo những người thuộc nhiều sắc tộc khác nhau ở miền Trung Á, phần lớn đều thiện chiến. Ngoài ra người Ấn Độ còn gửi voi chiến sang giúp. Darius đã chú trọng huấn luyện binh sĩ và cải tiến lại tổ chức trang bị. Đặc biệt lần này ông đặt rất nhiều hy vọng vào 200 chiếc chiến xa do ngựa kéo, bánh xe có móc thêm những lưỡi liềm và mũi xe chĩa ra những ngọn giáo dài tua tủa như hàng lông nhím.
Darius III đã chọn một vùng đồng bằng bát ngát nằm ở bên bờ trái sông Tigor, một con sông lớn có sòng nước chảy xiết, và phía xa hơn là rặng núi Cuốc di stăng. Phía nam cánh đồng là Arbela, một thành phố cổ được mệnh danh là thành phố của bốn vị thần. Gần cánh đồng là làng Gaugamela nhỏ bé (vì vậy người ta lấy hai tên này để đặt cho trận đánh). Thận trọng hơn, Darius III còn cho san phẳng những chỗ mấp mô để tiện cho chiến xa hoạt động. Với chiến trường được lựa chọn chu đáo, với đạo quân đông đảo của Ba Tư đủ cả xe, voi, ngựa được tự do bày binh bố trận, thay đổi trận thế. Darius III chắc chắn quân Ba Tư sẽ mặc sức vẫy vùng ngang dọc. Và Alexandros dù có là thiên tài cũng khó có thể làm nên chuyện ở đây, nếu không muốn nói rằng, đạo quân Hy Lạp ít ỏi khó có thể thoát khỏi nguy cơ bị tiêu diệt.
Về phía Alexandros, rời Ai Cập vào mùa xuân năm 331 TCN, ông tới miền Lưỡng Hà sau gần 9 tháng hành quân và chuẩn bị vượt hai con sông Euphrate và Tigre. Ngày 20 tháng 9 năm 331 TCN, từ Syria quân của Alexandros vượt sông Tigre rồi hành quân theo hướng đông nam tiến về phía Arbela, nơi mà tin tức từ các tù binh cho ông biết rằng Darius III đã từ Babylon kéo đến dàn trận sẵn sàng nghênh chiến. Cách đại quân của Darius III vài dặm, Alexandros cho dừng binh hạ trại. Quân sĩ được lệnh nghỉ ngơi và chuẩn bị chiến đấu. Vài ngày sau, cùng với một toán kỵ binh, Alexandros tự mình tiến lên phía trước quan sát địa thế và tình hình đối phương. Ông đặc biệt quan tâm đến những dấu vết trận địa mới đào đắp mà phán đoán đó có thể là những cạm bẫy, những hố chông của đối phương.

## Lực lượng tham chiến

### Quân Ba Tư

#### Theo ước tính ngày nay
| Đơn vị                      | Số lượng | Số lượng |
| --------------------------- | -------- | -------- |
| Lính phóng lao              | 10.000   | 30.000   |
| Kỵ binh                     | 12.000   | 40.000   |
| Lính cận vệ hoàng gia Ba Tư | 10.000   | 10.000   |
| Lính Hoplite Hy Lạp         | 8.000    | 10.000   |
| Kỵ binh Đại Hạ              | 1.000    | 2.000    |
| Cung thủ                    | 1,500    | 1,500    |
| Xe Ngựa                     | 200      | 200      |
| Voi chiến                   | 15       | 15       |
| Tổng                        | 52,930   | 93,930   |

Một số học giả hiện đại cho rằng quân đội của Darius không thể lớn hơn 50.000 người vì vào thời điểm đó cung cấp hậu cần cho hơn 50.000 quân trên chiến trường là rất khó. Tuy nhiên, theo một số nguồn tài liệu khác, có thể quân đội Ba Tư có trên 100.000 người. Một trong những ước tính cho rằng có 25.000 lính phóng lao, 10.000 lính cận vệ hoàng gia Ba Tư, 2.000 lính hoplite đánh thuê người Hy Lạp, 1.000 người Đại Hạ, 40.000 kỵ binh, 200 chiến xa và 15 voi chiến. Tuy nhiên Hans Delbruck ước tính rằng số lượng kỵ binh Ba Tư là vào khoảng 12.000, do vấn đề quản lý, và lực lượng bộ binh Ba Tư có thể ít hơn bộ binh nặng Macedonia và lính đánh thuê Hy Lạp với khoảng 8.000.
Warry ước lượng quân Ba Tư có tổng số khoảng 91.000, Welman cũng ước lượng có 90.000, Delbrück (1978) ước tính có 52.000. Engels (1920) và Green (1990) cũng ước tính tổng số lượng quân đội của Darius III không lớn hơn 100.000 lúc ở Gaugamela.

### Bố trí lực lượng ban đầu

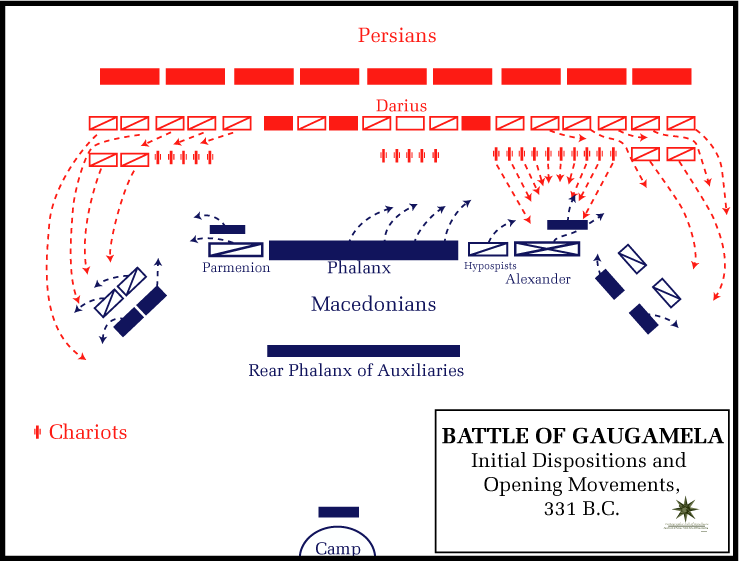
Vị trí quân của hai bên vào đầu trận đánh.

### Đòn đột kích quyết định của Alexandros

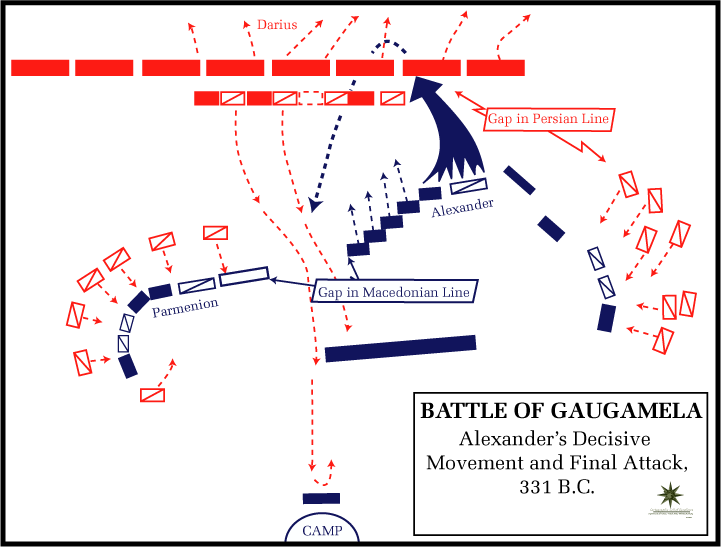
Đòn tấn công quyết định của Alexandros.

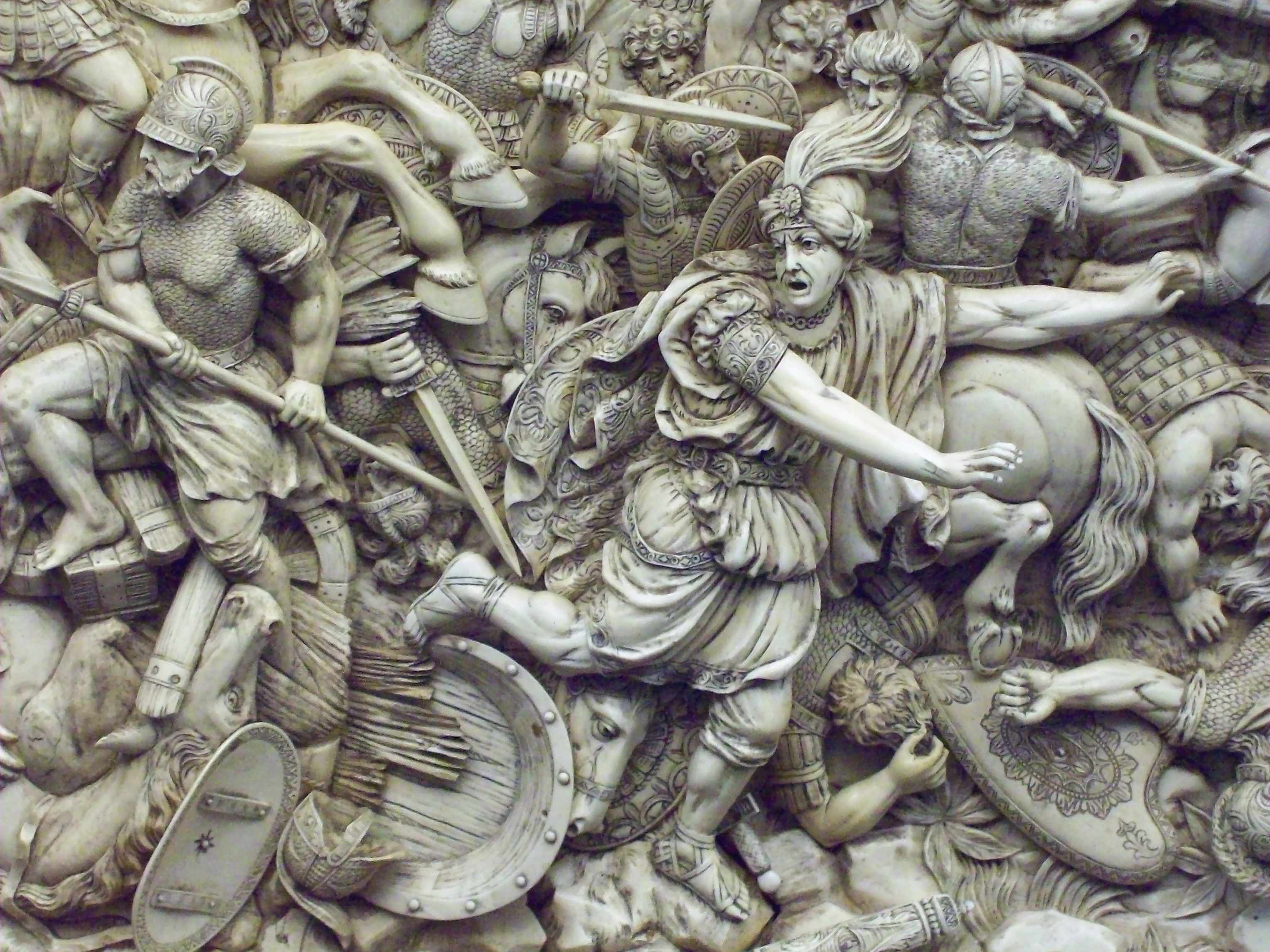
Darius bỏ chạy khỏi chiến trường.

## Ý nghĩa

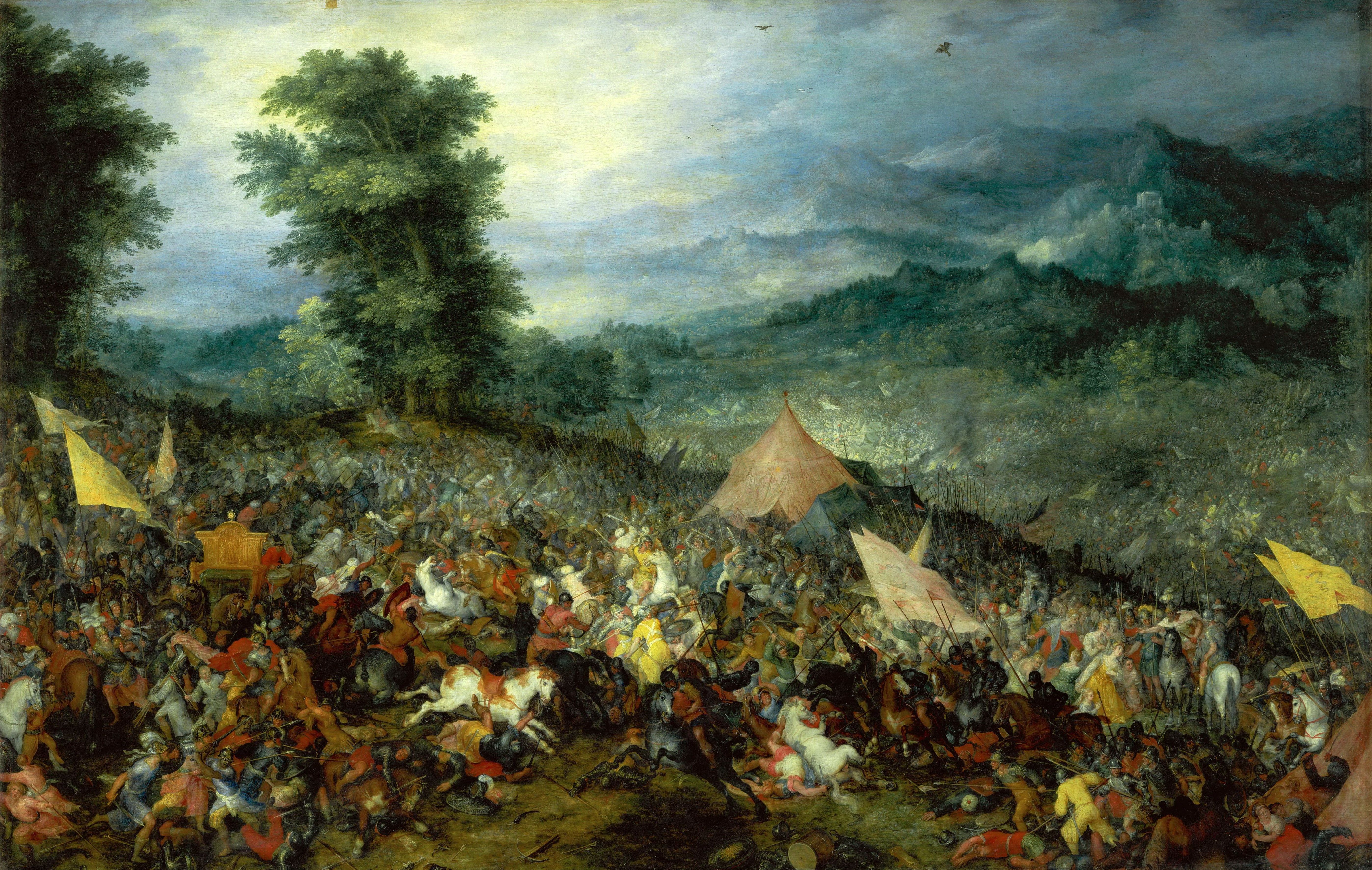
Trận Gaugamela qua nét vẽ của Jan Brueghel Lớn (1602)